# Head-driven Phrase Structure Grammar
Die Head-driven Phrase Structure Grammar (HPSG) ist eine Grammatiktheorie, die in den 1980er Jahren auf der Basis der Wiederbelebung der kontextfreien Phrasenstrukturgrammatiken als Generative Grammatiktheorie aus der Familie der Unifikationsgrammatiken entstand. In HPSG werden grammatische Regeln als Beschränkungen formuliert, die korrekte Sätze und Satzglieder erfüllen müssen; Transformationsregeln finden daher keine Anwendung. Die gesamte Information über ein linguistisches Zeichen wird dabei in einer einzigen Merkmalsbeschreibung zusammengefasst. Im Gegensatz zu einigen anderen Grammatiktheorien werden wortspezifische Informationen vollständig im Lexikon angegeben, sodass nur wenige Grammatikregeln nötig sind.
Wie alle Phrasenstrukturgrammatiken ist die HPSG eine Konstituentengrammatik. Sie baut also auf dem Prinzip der Konstituenz auf, im Unterschied zu einer Dependenzgrammatik. 

## Geschichte
Die Head-Driven Phrase Structure Grammar wurde von Carl Pollard und Ivan Sag ab der Mitte der 1980er Jahre entwickelt. Wesentliche Bestandteile wurden von älteren Syntaxtheorien, besonders nicht-derivationellen Ansätzen, angeregt oder übernommen, beispielsweise der Kategorialgrammatik (CG), Generalized Phrase Structure Grammar (GPSG), Arc Pair Grammar (AC), Lexical-Functional Grammar (LFG), aber auch der damals vorherrschenden Rektions- und Bindungstheorie (Government and Binding Theory, GB) Noam Chomskys. Die Darstellung der Semantik beruht zu Teilen auf der Situationssemantik; formale Grundlagen entstammen der Informatik. Die erste umfassende Darstellung der Theorie lieferten Carl Pollard und Ivan Sag mit dem 1987 erschienenen Buch Information-Based Syntax and Semantics, Volume I (Pollard, Sag 1987); eine überarbeitete Version stellten sie 1994 im Werk Head-Driven Phrase Structure Grammar (Pollard, Sag 1994) vor. Schon von Beginn an haben auch andere Wissenschaftler die Head-Driven Phrase Structure Grammar aufgegriffen und Modifikationen, Erweiterungen und Anwendungen auf unterschiedliche Sprachen vorgeschlagen. In vielen Fragen existiert somit eine Vielzahl von Ansichten, die von unterschiedlichen Wissenschaftlern zur Beschreibung unterschiedlicher Sprachen geäußert werden. Auch einige Grammatiktheorien, die eine Mittelstellung zwischen HPSG und anderen Theorien einnehmen, wurden entwickelt, beispielsweise die Sign-Based Construction Grammar, die innerhalb des HPSG-Formalismus Ideen der Konstruktionsgrammatik aufgreift.

## Konzepte

### Grundlegende Konzepte
In HPSG werden alle Wörter und Phrasen als Zeichen im Sinne von Ferdinand de Saussure modelliert, das heißt als Form-Bedeutungs-Paare. Syntaktische Eigenschaften, die Lautstruktur und die Bedeutung eines Zeichens werden in einer einzigen Attribut-Wert-Matrix dargestellt, weshalb HPSG als monostratal gilt. Die Attribut-Wert-Matrix jedes Zeichens enthält mindestens ein Merkmal PHON, das die Phonemfolge repräsentiert, und einen Wert SYNSEM, der in einer Matrix vom Typ synsem Informationen über grammatikalische Eigenschaften und die Bedeutung zusammenfasst. Es gibt auch Vorschläge zur formalen Darstellung weiterer Aspekte einer Sprache in Attribut-Wert-Matrizen, beispielsweise der Wortstellung (siehe den Abschnitt Wortstellung) und der Silbenstruktur.
Im Gegensatz zu vielen anderen Grammatiktheorien ist HPSG deklarativ: die gesamte Grammatik inklusive des Lexikons wird als Beschreibung grammatikalisch richtiger Zeichen formuliert. Daher existieren in HPSG keine Regeln zur Veränderung oder Bewegung von Konstituenten. Stattdessen werden grammatische Regeln ausschließlich in Form von Beschränkungen ausgedrückt, die von wohlgeformten Zeichen erfüllt werden müssen. Ein Beispiel hierfür ist die Kongruenz eines Verbs mit seinem Subjekt. Während in nicht-beschränkungsbasierten Grammatiktheorien beispielsweise die Übertragung eines Merkmales vom Subjekt auf das Verb angenommen wird, besitzen in HPSG Verb und Subjekt entsprechende Merkmale, die nach bestimmten Beschränkungen in beiden Zeichen gleich sein müssen.
HPSG ist außerdem eine in großem Maß lexikalisierte Grammatiktheorie, das heißt, die grammatische Information ist zu einem großen Teil im Lexikon gespeichert, die Grammatik selbst muss nur noch wenige Beschränkungen zur Verarbeitung des Lexikons zur Verfügung stellen. Beispielsweise werden die Argumente eines Verbs in Listen festgelegt, die in der Merkmalsbeschreibung des Verbs enthalten sind; die Grammatik legt dann durch Beschränkungen fest, wie die Argumente realisiert werden.

### Formale Grundlagen
Alle Informationen über ein Zeichen werden in HPSG in einer hierarchisch aufgebauten Attribut-Wert-Matrix (attribute-value matrix, kurz AVM) angegeben. In jeder Zeile wird dabei zu einem bestimmten Attribut der entsprechende Wert angegeben. Jeder Wert hat dabei einen bestimmten Typ und kann eigene Merkmale haben. Der Typ bestimmt dabei, welche Merkmale ein Objekt hat und welche Typen die entsprechenden Werte haben. Beispielsweise hat im Formalismus von Pollard und Sag 1994 jedes Objekt vom Typ synsem ein Merkmal LOCAL mit einem Objekt vom Typ local als Wert und ein Merkmal NONLOC mit einem Wert vom Typ nonloc. Die Typen bilden eine Hierarchie, wobei Subtypen die Merkmale ihrer Obertypen erben. Typen werden in der grafischen Darstellung meist am linken Rand kursiv dargestellt. Das durch die folgende Matrix dargestellte Objekt beispielsweise hat den Typ index und die Merkmale PERSON, NUMBER und GENDER. Die zugehörigen Werte sind von den Typen 2, sg und fem und haben hier keine eigenen Merkmale:
{\displaystyle {\begin{bmatrix}{\mathit {index}}\\\mathrm {person} &{\mathit {2}}\\\mathrm {number} &{\mathit {sg}}\\\mathrm {gender} &{\mathit {fem}}\\\end{bmatrix}}}
Als Werte sind auch Listen und Mengen von Objekten zugelassen. So verlangt das Merkmal SUBCAT als Wert eine Liste von Objekten, die den Typ synsem haben:
{\displaystyle {\begin{bmatrix}{\mathit {cat}}\\\mathrm {subcat} &\langle {\begin{bmatrix}{\mathit {synsem}}\end{bmatrix}}{\begin{bmatrix}{\mathit {synsem}}\end{bmatrix}}\rangle \\\end{bmatrix}}}
Bei der grafischen Darstellung von Attribut-Wert-Matrizen ist zu berücksichtigen, dass meist nur die für die jeweilige Fragestellung notwendigen Merkmale einer Matrix dargestellt sind. Außerdem werden längere Pfade in der Literatur oft mit „|“ abgekürzt. Daher sind die beiden folgenden Matrizen gleichbedeutend:
{\displaystyle {\begin{bmatrix}{\mathit {word}}\\\mathrm {synsem|loc|cat|head|mod} &...\\\end{bmatrix}}}
{\displaystyle {\begin{bmatrix}{\mathit {word}}\\\mathrm {synsem} &{\begin{bmatrix}\mathrm {loc} &{\begin{bmatrix}\mathrm {cat} &{\begin{bmatrix}\mathrm {head} &{\begin{bmatrix}\mathrm {mod} &...\\\end{bmatrix}}\\\end{bmatrix}}\\\end{bmatrix}}\\\end{bmatrix}}\\\end{bmatrix}}}
Eine HPSG-basierte Beschreibung einer Sprache besitzt mindestens die folgenden formalen Bestandteile:
- Eine Signatur, in der festgelegt ist, welche Typen es gibt, welche Merkmale sie haben und welche Typen deren Werte besitzen
- Prinzipien, die Beschränkungen formulieren, welche auf alle wohlgeformten Zeichen zutreffen müssen
- Funktionen und Relationen, beispielsweise zur Berechnung morphologischer Formen und zum Zusammenfügen von Listen

Das Lexikon wird entweder durch Beschränkungen auf den Typ word ausgedrückt oder aber es erhält einen eigenen Status außerhalb der Beschränkungen.
Beschränkungen lassen sich mit Hilfe von unterspezifierten Merkmalsbeschreibungen formulieren, die dann bei der Anwendung der Beschränkung auf eine Merkmalsbeschreibung mit dieser unifizierbar sein muss, damit die Beschränkung erfüllt ist. Als Beispiel diene hier das Kopfmerkmalsprinzip, das festlegt, dass in jedem phrasalen Zeichen, das einen Kopf hat, der HEAD-Wert gleich dem der Kopftochter sein muss. Dies lässt sich als Implikation formulieren (die Verwendung von Quantoren ist in der HPSG-Literatur nicht obligatorisch):
{\displaystyle {\begin{bmatrix}{\mathit {phrase}}\\\mathrm {daughters} &{\begin{bmatrix}{\mathit {headed-struc}}\end{bmatrix}}\end{bmatrix}}\rightarrow {\begin{bmatrix}\mathrm {synsem|loc|cat|head} &{\mathit {[1]}}\\\mathrm {daughters|head-dtr|synsem|loc|cat|head} &{\mathit {[1]}}\\\end{bmatrix}}}

### Das Lexikon
Das Lexikon besteht in HPSG aus Beschreibungen für die Wörter einer Sprache, die sogenannten Lexikoneinträge. Hierzu kann eine Disjunktion von Merkmalbeschreibungen für jedes einzelne Wort angewendet werden:
word → (Mensch) ∨ (Haus) ∨ …
Dies bedeutet: Jedes Objekt vom Typ word erfüllt entweder die Merkmalsbeschreibung für „Mensch“ oder die für „Haus“ oder die für …
Um Verallgemeinerungen zu ermöglichen, können Wörter in Wortklassen eingeteilt werden, die solche Merkmale erfassen, die allen Wörtern einer Wortklasse gemeinsam sind. So erfüllen Substantive wie Frau, Sonne, Katze das allgemeinere Schema für feminine Substantive im Singular: in der Analyse von Müller 1999 beispielsweise sind ihre Kopfmerkmale vom Typ noun, sie verlangen einen Artikel als Komplement und haben die gleichen Werte für Person, Numerus und Genus.
Einige syntaktische und vor allem morphologische Phänomene werden durch sogenannte Lexikonregeln erfasst, die Lexikoneinträge lizenzieren, indem sie sie mit anderen Einträgen in Beziehung setzen. Beispielsweise könnten in einer vereinfachten Grammatik passive Verbformen lizenziert werden, indem zu jedem transitiven Verb ein passives Verb lizenziert wird, dessen Subjekt mit dem Objekt des transitiven Verbs übereinstimmt. In vielen HPSG-basierten Theorien wird dabei der Operator „↦“ angewendet, der die Beschreibung des Ausgangsworts und des durch die Regel lizenzierten Wortes verbindet:
{\displaystyle {\begin{bmatrix}\mathrm {synsem|loc|cat|subcat} &\langle [1],[2]\rangle \\{\mathit {word}}\end{bmatrix}}}
↦
{\displaystyle {\begin{bmatrix}\mathrm {synsem|loc|cat|subcat} &\langle [2]\rangle \\{\mathit {word}}\end{bmatrix}}}
Lexikonregeln werden dabei – je nach theoretischem Ansatz – entweder als Metaregeln zur Beschreibung des Lexikons oder als Beschränkungen auf Wörter innerhalb des Formalismus von HPSG formuliert.

### Semantik und Pragmatik
Die Bedeutung eines Zeichens ist in einem synsem-Objekt in einer Matrix angegeben, die meist CONTENT genannt wird und meist einen von mehreren Subtypen von content mit jeweils eigenen Merkmalen hat. Pollard und Sag 1994 beispielsweise sehen die Typen psoa, nom-obj und quant vor, Bender, Sag und Wasow 2003 etwa nehmen dagegen eine einheitliche Merkmalsgeometrie für alle CONTENT- (bei ihnen SEM-)Werte an.
Zur Darstellung der Situationssemantik wird in den meisten HPSG-Theorien auf so genannte parametrisierte Sachverhalte (englisch parametrized state of affairs, kurz psoa) zurückgegriffen, die mit Matrizen des Typs psoa dargestellt werden. Parametrisierte Sachverhalte bestehen aus einer Relation wie sehen, schlagen, Buch, Mensch und Parametern, die verschiedene semantische Rollen in der Relation angeben. In HPSG werden die parametrisierten Sachverhalte ebenfalls in Attribut-Wert-Matrizen dargestellt. So lässt sich die Relation „der Mann sieht den Hund“ nach Müller 2007 durch folgende Matrizen darstellen::
{\displaystyle sehen:{\begin{bmatrix}\mathrm {agens} &{\mathit {[1]}}\\\mathrm {patiens} &{\mathit {[2]}}\\{\mathit {sehen}}\end{bmatrix}}Mann:{\begin{bmatrix}\mathrm {ind} &[1]{\begin{bmatrix}\mathrm {per} &{\mathit {3}}\\\mathrm {num} &{\mathit {sg}}\\\mathrm {gen} &{\mathit {mas}}\\\end{bmatrix}}\\\mathrm {restr} &{\begin{bmatrix}\mathrm {inst} &{\mathit {[1]}}\\{\mathit {mann}}\end{bmatrix}}\\{\mathit {nom-obj}}\end{bmatrix}}Hund:{\begin{bmatrix}\mathrm {ind} &[2]{\begin{bmatrix}\mathrm {per} &{\mathit {3}}\\\mathrm {num} &{\mathit {sg}}\\\mathrm {gen} &{\mathit {mas}}\\\end{bmatrix}}\\\mathrm {restr} &{\begin{bmatrix}\mathrm {inst} &{\mathit {[2]}}\\{\mathit {hund}}\end{bmatrix}}\\{\mathit {nom-obj}}\end{bmatrix}}}
Die erste Matrix ist dabei die psoa-Darstellung der Relation sehen mit zwei Argumenten. Die zweite Matrix stellt den CONTENT-Wert der Beschreibung von Mann dar. Ihr Index ist durch den Tag [1] mit dem Agens von sehen identifiziert, die RESTRICTIONS-Menge legt fest, dass es sich bei [1] um einen Mann handelt. Analog verhält es sich mit der dritten Matrix, die sich in der Beschreibung von Hund befindet.
Durch Strukturteilung lassen sich die semantischen Rollen auch mit syntaktischen Funktionen verbinden. Der folgende Auszug aus dem LOCAL-Wert von „sehen“ identifiziert die Indizes der beiden Nominalphrasen in der SUBCAT-Liste (siehe den Abschnitt Komplemente) mit dem Agens beziehungsweise Patiens (Merkmalsgeometrie nach Müller 2007):
{\displaystyle {\begin{bmatrix}\mathrm {cat} &{\begin{bmatrix}\mathrm {subcat} &<{\begin{bmatrix}\mathrm {loc} &{\begin{bmatrix}\mathrm {cat|head} &{\mathit {noun}}\\\mathrm {cont|index} &{\mathit {[1]}}\\{\mathit {sehen}}\end{bmatrix}}\\{\mathit {synsem}}\end{bmatrix}}{\begin{bmatrix}\mathrm {loc} &{\begin{bmatrix}\mathrm {cat|head} &{\mathit {noun}}\\\mathrm {cont|index} &{\mathit {[2]}}\\{\mathit {sehen}}\end{bmatrix}}\\{\mathit {synsem}}\end{bmatrix}}>\\\end{bmatrix}}\\\mathrm {content} &{\begin{bmatrix}\mathrm {agens} &{\mathit {[1]}}\\\mathrm {patiens} &{\mathit {[2]}}\\{\mathit {sehen}}\end{bmatrix}}\\{\mathit {loc}}\end{bmatrix}}}
In jüngeren HPSG-basierten Theorien finden auch andere Theorien wie Minimal Recursion Semantics (MRS) und Lexical Resource Semantics (LRS) Anwendung, die sich ebenfalls mit Attribut-Wert-Matrizen darstellen lässt.
Kontextinformationen werden in einer Matrix vom Typ context unter dem Pfad SYNSEM | LOC | CONTEXT angegeben, die Merkmale wie BACKGROUND und C-INDICES hat. BACKGROUND ist eine Menge von psoa-Objekten, die Hintergrundinformationen über das Aussprechen des Satzes liefern. C-INDICES hat mehrere Attribute, die in Form von Indizes Informationen über die Umstände des Sprechens geben, beispielsweise den Sprecher, den Angesprochenen und den Ort.

### Strukturen mit Köpfen
In HPSG wird meist angenommen, dass phrasale Zeichen sich aus einer Kopftochter und einer gewissen Anzahl von Nichtkopftöchtern zusammensetzen. Die Zusammensetzung einer solchen Struktur wird vor allem durch Grammatikprinzipien und die Merkmale der Töchter bestimmt. Vor allem die frühe Forschung versuchte, mit einer möglichst geringen Anzahl von sehr allgemeinen Arten von Konstruktionen, so genannten ID-Schemata (Immediate-Dominance-Schemata) auszukommen. In der Grammatik von Pollard und Sag 1994 gibt es sechs ID-Schemata, darunter beispielsweise eines für die Verbindung von Kopf und Komplement und eines für die Verbindung von Kopf und Adjunkt. Jüngere Versionen, besonders solche, die der Konstruktionsgrammatik nahestehen, enthalten oft sehr zahlreiche und spezifische Konstruktionen. So entwickeln Ginzburg und Sag 2000 23 ID-Schemata. Umstritten ist auch, ob bestimmte Phänomene mit ID-Schemata beschrieben werden sollten, die keine Nichtkopftochter, sondern nur eine Kopftochter besitzen. Solche Vorschläge wurden beispielsweise zur Einführung nichtlokaler Information ohne Verwendung von Spuren gemacht (siehe unter Nichtlokale Informationen). Der folgende Abschnitt konzentriert sich stärker auf Ansätze, die Pollard und Sag 1994 folgend von einer geringen Anzahl von ID-Schemata und einer starken Lexikalisierung ausgehen.

#### Zusammensetzung der Semantik
In HPSG-Versionen, die Pollard und Sag 1994 folgen, wird angenommen, dass die Semantik einer Phrase in den meisten Fällen identisch ist mit der der Kopftochter. Hingegen soll die Semantik von der Adjunkttochter bestimmt werden, wenn es sich um eine Struktur mit Adjunkt handelt. Für die Kopf-Adjunkt-Struktur „rotes Buch“ und ihre Töchter ergeben sich damit folgende SYNSEM-Werte:
- „rotes Buch“

{\displaystyle {\begin{bmatrix}\mathrm {CAT} &{\begin{bmatrix}\mathrm {HEAD} &[2]\end{bmatrix}}\\\mathrm {CONT} &[4]\\{\mathit {synsem}}\end{bmatrix}}}
- „Buch“:

{\displaystyle [3]{\begin{bmatrix}\mathrm {CAT} &{\begin{bmatrix}\mathrm {HEAD} &[2]\end{bmatrix}}\\\mathrm {CONT} &{\begin{bmatrix}\mathrm {INDEX} &[1]\\\mathrm {RESTRICTIONS} &{\begin{Bmatrix}{\begin{bmatrix}\mathrm {RELATION} &{\mathit {book}}\\\mathrm {INSTANCE} &[1]\\{\mathit {psoa}}\end{bmatrix}}\end{Bmatrix}}\\{\mathit {npro}}\end{bmatrix}}\\{\mathit {synsem}}\end{bmatrix}}}
- „rotes“:

{\displaystyle {\begin{bmatrix}\mathrm {CAT} &{\begin{bmatrix}\mathrm {HEAD} &{\begin{bmatrix}\mathrm {MOD} &[3]\end{bmatrix}}\end{bmatrix}}\\\mathrm {CONT} &[4]{\begin{bmatrix}\mathrm {INDEX} &[1]\\\mathrm {RESTRICTIONS} &{\begin{Bmatrix}{\begin{bmatrix}\mathrm {RELATION} &{\mathit {book}}\\\mathrm {INSTANCE} &[1]\\{\mathit {psoa}}\end{bmatrix}}{\begin{bmatrix}\mathrm {RELATION} &{\mathit {red}}\\\mathrm {INSTANCE} &[1]\\{\mathit {psoa}}\end{bmatrix}}\end{Bmatrix}}\\{\mathit {npro}}\end{bmatrix}}\\{\mathit {synsem}}\end{bmatrix}}}
Das Merkmal HEAD enthält Informationen, die dem Kopf und seinen phrasalen Projektionen gemeinsam sind, beispielsweise Kasus, Numerus und Genus bei Nominalphrasen. Das Kopfmerkmalsprinzip bedingt dabei, dass das HEAD-Merkmal einer Phrase mit der ihres Kopfes identisch ist.

#### Typen von Nichtkopftöchtern
Je nach Ansatz werden verschiedene Arten von Nichtkopftöchtern unterschieden. Dieser Absatz kann daher nur Beispiele liefern.

##### Komplemente
Komplementtöchter sind von ihrem Kopf lexikalisch im Rahmen der Valenz festgelegt. Informationen über die Valenz eines Zeichens werden in einer oder mehreren Listen, wie dem SUBCAT-Merkmal, unter dem Pfad SYNSEM|LOC gespeichert. Sie enthalten meist die SYNSEM-Objekte von Argumenten des Zeichens, die noch nicht abgebunden wurden. Je nach theoretischem Ansatz ließen sich für ein Verb wie „sehen“ also folgende Ausschnitte einer Merkmalsbeschreibung formulieren:
- Mit SUBCAT-Merkmal

{\displaystyle {\begin{bmatrix}\mathrm {cat} &{\begin{bmatrix}\mathrm {subcat} &<{\begin{bmatrix}\mathrm {loc} &{\begin{bmatrix}\mathrm {cat|head} &{\mathit {noun}}\\\mathrm {cont|index} &{\mathit {[1]}}\\{\mathit {loc}}\end{bmatrix}}\\{\mathit {synsem}}\end{bmatrix}}{\begin{bmatrix}\mathrm {loc} &{\begin{bmatrix}\mathrm {cat|head} &{\mathit {noun}}\\\mathrm {cont|index} &{\mathit {[2]}}\\{\mathit {loc}}\end{bmatrix}}\\{\mathit {synsem}}\end{bmatrix}}>\\\end{bmatrix}}\\\mathrm {cont} &{\begin{bmatrix}\mathrm {agens} &{\mathit {[1]}}\\\mathrm {patiens} &{\mathit {[2]}}\\{\mathit {sehen}}\end{bmatrix}}\\{\mathit {loc}}\end{bmatrix}}}
- Mit getrennten Listen für Subjekt und Komplemente

{\displaystyle {\begin{bmatrix}\mathrm {cat|valence} &{\begin{bmatrix}\mathrm {comps} &<{\begin{bmatrix}\mathrm {loc} &{\begin{bmatrix}\mathrm {cat|head} &{\mathit {noun}}\\\mathrm {cont|index} &{\mathit {[1]}}\\{\mathit {loc}}\end{bmatrix}}\\{\mathit {synsem}}\end{bmatrix}}>\\\mathrm {subj} &<{\begin{bmatrix}\mathrm {loc} &{\begin{bmatrix}\mathrm {cat|head} &{\mathit {noun}}\\\mathrm {cont|index} &{\mathit {[2]}}\\{\mathit {loc}}\end{bmatrix}}\\{\mathit {synsem}}\end{bmatrix}}>\\\end{bmatrix}}\\\mathrm {cont} &{\begin{bmatrix}\mathrm {agens} &{\mathit {[1]}}\\\mathrm {patiens} &{\mathit {[2]}}\\{\mathit {sehen}}\end{bmatrix}}\\{\mathit {loc}}\end{bmatrix}}}
Ein Grammatikprinzip legt dabei fest, wie Komplemente abgebunden werden. Bei Annahme einer SUBCAT-Liste lässt es sich folgendermaßen formulieren:
In einer Kopf-Komplement-Phrase ist der SUBCAT-Wert der Kopftochter die Verknüpfung der SUBCAT-Liste der Phrase mit der Liste der SYNSEM-Werte der Komplementtöchter.

##### Adjunkte
Nach Pollard und Sag 1994 selegieren Adjunkte ihre Köpfe. Hierzu erhalten sie ein Kopfmerkmal MODIFIED, kurz MOD, das durch Strukturteilung mit dem SYNSEM-Wert des Kopfes identifiziert wird, wie ein ID-Schema festlegt, in dem Kopf-Adjunkt-Strukturen definiert sind. Außerdem wird, wenn die Situationssemantik (siehe Semantik und Pragmatik) verwendet wird, angenommen, dass die Semantik der Adjunkttochter identisch ist mit der der Mutter, weshalb diese Beschränkung in das Semantikprinzip aufgenommen ist. Hierdurch wird es ermöglicht, die Semantik von Phrasen mit so genannter kapselnder Modifikation zu erfassen. Eine Reihe von neueren Arbeiten geht dagegen davon aus, dass Adjunkte wie Komplemente von einer eigenen Valenzliste des Kopfes bestimmt werden; dieser Ansatz ist auch unter dem Namen Adjunct-as-Complement Approach bekannt.

##### Andere
Zur Analyse diverser Phänomene wurden zahlreiche weitere Arten von Nichtkopftöchtern eingeführt. So haben Pollard und Sag 1994 für Wörter wie die englische Konjunktion that eine eigene Wortklasse vorgeschlagen, die sogenannten Markierer (englisch Marker). Gemäß ihrem Kopf-Markierer-Schema selegieren Markierer über das SPEC-Merkmal den SYNSEM-Wert des Kopfes, zusätzlich hat bei ihnen und bei ihrer Mutter das Merkmal MARKING den Wert marked.
Eine formale Besonderheit stellt die von Pollard und Sag 1994 eingeführte Analyse von Quantifikatoren dar. Ihre Skopuseigenschaften werden mit einem Cooper-Store modelliert, der die Semantik des Quantifikators enthält und der vom Quantifikator aus so lange nach oben weitergereicht wird, bis er aufgrund einer Beschränkung abgebunden wird.

#### Nichtlokale Informationen
Für Verbindungen zwischen Knoten, die in der Merkmalsbeschreibung der übergeordneten Phrase weiter voneinander entfernt liegen, verwendet HPSG sogenannte nichtlokale Merkmale, die für die Fernverbindung (englisch: unbounded dependency) nötige Information enthalten und von Knoten zu Knoten weitergereicht werden, um die Information so beiden relevanten Knoten zur Verfügung zu stellen. Ein Grammatikprinzip stellt dabei sicher, dass nichtlokale Werte so lange weitergereicht werden, bis sie aus einem bestimmten Grund abgebunden werden.
Dies ermöglicht beispielsweise die Analyse der Extraktion von Nominalphrasen. In vielen HPSG-Ansätzen wird wie in anderen Grammatiktheorien angenommen, dass die entsprechende Nominalphrase an ihrer eigentlichen Position eine Spur (englisch trace) hinterlässt, die mit der extrahierten Phrase koindiziert ist und sich von anderen Wörtern dadurch unterscheidet, dass ihr PHON-Wert leer ist. Beispiele aus dem Englischen sind:
- John1, Mary loves _1

Ohne Extraktion: Mary loves John
- I wonder who1 Sandy loves _1

Ohne Extraktion Sandy loves ...
Pollard und Sag 1994 und andere haben eine Merkmalsbeschreibung für Spuren vorgeschlagen, nach der ihr LOCAL-Wert, in dem alle lokalen Informationen über Syntax und Semantik gespeichert sind, mit einem Element der nichtlokalen SLASH-Liste identifiziert wird, das dann durch das erwähnte Grammatikprinzip so lange weitergegeben wird, bis es wieder abgebunden wird. Andere Analysen verwenden Phrasen mit nur einer Tochter oder Lexikonregeln, um die nichtlokale Information an einem Knoten einzuführen, ohne ein leeres Zeichen zu benötigen.

### Bindungstheorie
Die Bindungstheorie macht Aussagen darüber, ob Nominalphrasen als Reflexivpronomina, als Personalpronomina oder als Nichtpronomina realisiert werden können. Die vorgeschlagenen Bindungstheorien gehen dabei davon aus, dass zwei Bedingungen erfüllt werden müssen, damit eine Nominalphrase anaphorisch, in der klassischen Grammatik also als Reflexivum, erscheint:
- die Nominalphrase muss mit einer anderen in einer bestimmten Beziehung stehen
- diese beiden Nominalphrasen müssen den gleichen INDEX-Wert haben

Das Problem der Definition dieser Beziehung wird von den verschiedenen Ansätzen unterschiedlich gelöst, maßgeblich ist in HPSG aber immer, dass die anaphorische Nominalphrase, ihre Mutter, oder deren Projektion obliquer ist als die andere Nominalphrase, mit der sie koindiziert wird.

### Konstituentenstellung
Die Konstituentenstellung einer Sprache lässt sich in HPSG durch weitere Beschränkungen ausdrücken, die sogenannten Linear Precedence Rules, kurz LP-Regeln, die die Form 
X<Y
oder
Y>X
haben. X < Y bedeutet dabei, dass die Konstituente X vor der Konstituente Y steht, X > Y steht für die umgekehrte Stellung. In Sprachen, in denen Köpfe am Ende einer Phrase stehen, gilt also die Regel
Kopftochter < Nichtkopftochter
Sprachen mit komplexerer oder freierer Wortstellung wie das Deutsche benötigen kompliziertere Regeln, beispielsweise in Form einer Disjunktion mehrerer LP-Regeln.
Für Sprachen mit besonders freier Wortstellung existieren mehrere Analysevorschläge, die über die Formulierung komplexer LP-Regeln hinausgehen. Eine freie Anordnung der Komplemente wurde von einigen Wissenschaftlern mit Lexikonregeln zur Umordnung der Valenzlisten oder durch Annahme ungeordneter Valenzmengen statt Listen erklärt, auch flache Strukturbäume wurden in Erwägung gezogen. In einer Reihe von Arbeiten wird dagegen vorgeschlagen, Elemente der Valenzlisten nach dem Abbinden nicht zu entfernen, sondern weiter nach oben zu reichen, damit Zeichen von einem anderen Ort aus noch darauf zugreifen können.
Ein anderer Ansatz geht davon aus, dass die Wortstellung nicht direkt mit der syntaktischen Struktur zusammenhängt, dass also Konstituenten nicht kontinuierlich sein müssen. Hierzu wird angenommen, dass die Töchter eines phrasalen Zeichens in einer sogenannten Linearisierungsdomäne im Merkmal DOM gesammelt werden, auf das dann LP-Regeln angewendet werden. Bei der Vereinigung zweier Domänen können sie mit der Shuffle-Operation, bei der die Stellung der Zeichen aus einer Domäne relativ zueinander erhalten bleibt, zur Domäne der Mutter zusammengefügt werden; eine Domäne kann aber auch kompakt sein, sodass keine fremden Zeichen zwischen Zeichen dieser Domäne stehen können.

## Implementierung und Anwendung in der Computerlinguistik
Seit Beginn der 1990er Jahre wurden in der Computerlinguistik verschiedene Systeme zur Implementierung von HPSG-Grammatiken entwickelt. Nur ein geringerer Teil der HPSG-basierten Architekturen setzt direkt den Formalismus um, indem es auf jedes linguistische Objekt die in der Theorie formulierten Beschränkungen anwendet. Da sich in solchen Systemen Effizienzprobleme ergeben können, kodieren andere Implementierungen einen Teil der Beschränkungen als Relationen mit linguistischen Objekten als Argumenten, wobei besonders Phrasenstrukturregeln eine wichtige Rolle spielen, die zwar in HPSG nicht vorhanden sind, aber effizientes Parsen erleichtern. Einige Implementierungen ermöglichen auch Parsen mit diskontinuierlichen Konstituenten, die in bestimmten HPSG-Grammatiken eine Rolle spielen (siehe Wortstellung). HPSG-basierte Systeme spielen eine Rolle bei der Forschung im Bereich des Deep Processing, wo sie auch mit Methoden des Shallow Processing kombiniert werden können.

### Überblickswerke und Einführungen
- Stefan Müller, Anne Abeillé, Robert D. Borsely, Jean-Pierre Koenig (Hrsg.): Head-Driven Phrase Structure Grammar: The Handbook (= Empirically Oriented Theoretical Morphology and Syntax. Nr. 9). 2., überarbeitete Auflage. Language Science Press, Berlin 2024, ISBN 978-3-96110-482-6, doi:10.5281/zenodo.13637708.
- Robert D. Levine, W. Detmar Meurers: Head-Driven Phrase Structure Grammar: Linguistic Approach, Formal Foundations, and Computational Realization (PDF; 248 kB). In: Keith Brown (Hrsg.): Encyclopedia of Language and Linguistics, 2nd edition. Elsevier, Oxford 2006
- Stefan Müller: Head-Driven Phrase Structure Grammar. Eine Einführung. (= Stauffenburg Einführungen; 17). Stauffenburg, Tübingen 2007 (zweite, überarbeitete Auflage 2008, dritte überarbeitete Auflage 2013), ISBN 978-3-86057-806-3
- Carl Pollard, Ivan A. Sag: Information-based Syntax and Semantics. Volume 1: Fundamentals. (= CSLI Lecture Notes; 13). CSLI Publications, Stanford 1987, ISBN 0-937073-24-5
- Carl Pollard, Ivan A. Sag: Head-Driven Phrase Structure Grammar. (= Studies in Contemporary Linguistics). University of Chicago Press, Chicago 1994, ISBN 0-226-67446-0 bzw. ISBN 0-226-67447-9, Kurzbeschreibung des Verlags
- Ivan A. Sag, Thomas Wasow, Emily Bender: Syntactic Theory. A formal introduction. 2. Auflage. (= CSLI Lecture Notes; 152). CSLI Publications, Stanford 2003, ISBN 1-57586-400-2 bzw. ISBN 1-57586-399-5, Kurzbeschreibung des Verlags

### Einzelprobleme
- Jonathan Ginzburg, Ivan A. Sag: Interrogative Investigations. The Form, Meaning, and Use of English Interrogatives. CSLI Lecture Notes 123. CSLI Publications, Stanford 2000.
- Tibor Kiss: Infinite Komplementation. Neue Studien zum deutschen Verbum infinitum. (= Linguistische Arbeiten; 333). Niemeyer, Tübingen 1995, ISBN 3-484-30333-6 (zugl. Dissertation, Universität Wuppertal 1993)
- W. Detmar Meurers: On expressing lexical generalizations in HPSG. In: Nordic Journal of Linguistics. Band 24.2 (2001). University Press, Cambridge 2001 ISSN 0332-5865
- Stefan Müller: Deutsche Syntax deklarativ. Head-Driven Phrase Structure Grammar für das Deutsche. (= Linguistische Arbeiten; 394). Niemeyer, Tübingen 1999, ISBN 3-484-30394-8  (zugl. Dissertation, Universität Saarbrücken 1997), Volltext
- Stefan Müller: Unifying Everything: Some Remarks on Simpler Syntax, Construction Grammar, Minimalism and HPSG. In: Language. (erscheint 2013)
- Frank Richter: A mathematical formalism for linguistic theories with an application in head-driven phrase structure grammar. Dissertation, Universität Tübingen 2000, Volltext
- Proceedings of the … International Conference on Head-Driven Phrase Structure Grammar. CSLI, Stanford 2001- ISSN 1535-1793, Volltexte
- Arne Reimar Kirchner: Eine kopfgesteuerte Phrasenstrukturgrammatik für spanische Nominalphrasen. Dissertationsschrift, Universität Göttingen, 1999

### Überblick, Bibliographien, sonstige Materialien
- Proceedings der jährlichen HPSG-Konferenz
- HPSG-Bibliographie
- Umfangreiche Sammlung von Open-source-Software und -Grammatiken für HPSG, Wiki
- HPSG-Seite des CSLI, mit Informationen zu internationalen Tagungen, Literaturhinweisen, Zugang zur HPSG-Mailingliste u. a.
- Einführung und weiterführende Literatur
- Materialien
- Einführung in die HPSG: Grundbegriffe und Wortstellung (PDF; 221 kB)
- Überblicksdarstellung
- HPSG Gazette (1996-1998)

### Implementierungen
- Babel-System (interaktiv, für das Deutsche)
- Implementierungen im Kontext des Delph-In-Projekts
  - English Resource Grammar (interaktiv, für das Englische)
  - Jacy (für das Japanische)
  - Korean Resource Grammar (für das Koreanische)
  - Modern Greek Resource Grammar (für das Neugriechische)
  - NorSource (für das Norwegische)
  - Spanish Resource Grammar (für das Spanische)
  - FRoG (für das Französische)
- Implementierungen im Rahmen des CoreGram Projekts auf der Basis des Trale-Systems
  - Deutsch
  - Dänisch
  - Hochchinesisch
  - Maltesisch
  - Persisch